# Đoàn Tư Bình
Đoàn Tư Bình (段思平, tiếng Bạch: Duainb Six-pienp, 893-944) là người sáng lập ra nhà nước Đại Lý, tại vị từ năm 937-944.
Năm 937, Hải Thông tiết độ sứ Đoàn Tư Bình khởi binh ở 37 bộ phía đông Vân Nam chống lại vua Dương Chiếu nước Đại Nghĩa Ninh. Vua Dương Chiếu binh bại tự sát, cựu vua Đại Nghĩa Ninh là Dương Càn Trinh bỏ thành chạy trốn nhưng bị quân của Đoàn Tư Bình bắt được. Đoàn Tư Bình lập nên vương quốc Đại Lý trên lãnh thổ của Đại Nghĩa Ninh.
Sau khi mất vào năm 944, ông được tôn thụy là Thần Thánh Văn Vũ hoàng đế, miếu hiệu là Thái Tổ. Con ông là Đoàn Tư Anh kế vị làm vua của vương quốc Đại Lý.